# Ankara Cats 2001
Questa voce raccoglie le informazioni riguardanti gli Ankara Cats nelle competizioni ufficiali della stagione 2001.

## Türkiye Amerikan Futbolu Kurulu 2001

### Stagione regolare
| 2001 1ª giornata | Anadolu Rangers | 14 – 20 | Ankara Cats |  |

| 2001 3ª giornata | ITÜ Hornets | 24 – 0 (a tavolino) | Ankara Cats |  |

| 2001 4ª giornata | Ankara Cats | 40 – 28 | Gazi Warriors |  |

| 2001 5ª giornata | Ankara Cats | 34 – 28 | Ege Dolphins |  |

### Playoff
| 2001 Semifinale | Hacettepe Red Deers | 67 – 8 | Ankara Cats |  |

## Statistiche di squadra
| Competizione      | %Vittorie | In casa | In casa | In casa | In casa | In casa | In casa | In trasferta | In trasferta | In trasferta | In trasferta | In trasferta | In trasferta | Totale | Totale | Totale | Totale | Totale | Totale |
| Competizione      | %Vittorie | G       | V       | N       | P       | Pf      | Ps      | G            | V            | N            | P            | Pf           | Ps           | G      | V      | N      | P      | Pf     | Ps     |
| ----------------- | --------- | ------- | ------- | ------- | ------- | ------- | ------- | ------------ | ------------ | ------------ | ------------ | ------------ | ------------ | ------ | ------ | ------ | ------ | ------ | ------ |
| Stagione regolare | .750      | 2       | 2       | 0       | 0       | 74      | 56      | 2            | 1            | 0            | 1            | 20           | 38           | 4      | 3      | 0      | 1      | 94     | 94     |
| Playoff           | .000      | 0       | 0       | 0       | 0       | 0       | 0       | 1            | 0            | 0            | 1            | 8            | 67           | 1      | 0      | 0      | 1      | 8      | 67     |
| Totale            | .600      | 2       | 2       | 0       | 0       | 74      | 56      | 3            | 1            | 0            | 2            | 28           | 105          | 5      | 3      | 0      | 2      | 102    | 161    |